# Рудокопы (село)
Рудокопы (укр. Рудокопи) — село на Украине, основано в 1937 году, находится в Пулинском районе Житомирской области.
Код КОАТУУ — 1825480202. Население по переписи 2001 года составляет 156 человек. Почтовый индекс — 12023. Телефонный код — 4131. Занимает площадь 1,447 км².

## Адрес местного совета
12022, Житомирская область, Пулинский р-н, с. Андреевка, ул. Ленина, 13